# Rádio Nacional de Espanha
A Rádio Nacional de Espanha (em castelhano: Radio Nacional de España; RNE) é uma empresa estatal espanhola que gere diretamente o serviço público de radiodifusão em Espanha. Em 1973 foi integrada na Radiotelevisión Española (RTVE), uma "entidade pública", a qual passou a ser Corporación RTVE em 2006, e gere os canais de rádio e televisão estatais de Espanha.
Em 2011 a RNE integrava seis cadeias de rádio:
- Radio Nacional/Radio 1 (âmbito generalista)
- Radio Clásica (música clássica e popular)
- Radio 3 (cultura e música alternativa)
- Ràdio 4 (generalista em catalão)
- Radio 5 Todo Noticias (informativa)
- Radio Exterior de España (serviço público para o estrangeiro)

## História

### Guerra Civil e Segunda Guerra Mundial
A Rádio Nacional de Espanha foi fundada por José Millán-Astray em Salamanca, a 19 de janeiro de 1937, em plena Guerra Civil Espanhola, adotando o adjetivo "nacional" da fação rebelde e dependendo da recém-criada Delegação do Estado para Imprensa e Propaganda. Os seus estúdios situavam-se no Palácio de Anaya, sede do Gabinete de Imprensa e Propaganda, cujos primeiros diretores foram os mesmos da Rádio Nacional de Espanha.
O primeiro emissor, com 20 kW de potência, da marca Telefunken, foi um presente da Alemanha nazi ao Estado Novo franquista. Nesses tempos começa a perceber-se o imenso potencial propagandístico da rádio, que seria amplamente explorado pelas fações em conflito na guerra civil.
A partir de 14 de junho de 1937, a RNE assume as funções de liderança das rádios da fação franquista. Antes disso essa função tinha vindo a ser desempenhada pela Radio Castilla, de Burgos, a qual elaborava a informação e propaganda que obrigatoriamente emitiam todas as emissoras que iam caindo nas mãoes dos sublevados.
Durante os primeiros anos da Segunda Guerra Mundial, até ao desenbarque dos Aliados em Itália, em 1943, e o revés alemão em Estalinegrado, a Rádio Nacional de Espanha colaborou com as potências do Eixo retransmitindo os noticiários em espanhol das rádios oficiais alemã e italiana.

### Ditadura franquista
Uma vez terminada a guerra civil, Francisco Franco emanou uma ordem a 6 de outubro de 1939 pela qual submetia a censura prévia da Falange Espanhola e das JONS (Juntas de Ofensiva Nacional-Sindicalista) a programação das emissoras privadas de rádio e outorgava à RNE a exclusividade dos serviços informativos. Como consequência desta ordem todas as emissoras, tanto públicas como privadas, deviam ligar-se à Rádio Nacional de Espanha para transmitir os telejornais falados elaborados na cadeia oficial.
Esses telejornais, normalmente um ao meio-dia e outra à noite, eram conhecidos como el parte, termo de reminiscência militar que significa comunicação ou ordem, que recordava as comunicações de guerra, nomeadamente por se iniciarem com um toque de atenção de um clarim de ordens e, mais adiante ser tocada uma chamada militar de reunião do século XV e finalizar-se com a invocação dos "Gloriosos caídos por Deus e por Espanha. ¡Presentes!" , que antecedia o hino nacional.
A única informação diferente da oficial a que podiam aceder os espanhóis eram os noticiários em espanhol da BBC, Rádio França Internacional ou os da Rádio Espanha Independente, conhecida como "A Pirenaica", uma emissora criada pelo Partido Comunista de Espanha com sede em Bucareste, na Roménia.
Embora já desde os tempos da guerra civil se fizessem emissões para exterior em vários idiomas, só em abril de 1945 é instalado o centro emissor de onda curta de Arganda del Rey (Comunidade autónoma de Madrid), dotado de um emissor de 40 kW, muito potente para a época, quando o serviço de exterior adquire grande importância, com emissõe stanto em espanhol como em inglês, especialmente dedicadas à América. A partir dái inicia-se um lento caminhar da rádio pública espanholam motivado pela penúria de meios por um lado e do bloqueio internacional por outro, que impediria até 1955 o ingresso da RNE na União Europeia de Radiodifusão (UER)s. No final dos anos 1960 começam a ser introduzidos avanços técnicos, como a frequência modulada (FM) e as emissões estereofónicas.
Em 1964 ocorre a primeira grande reestruturação da RNE.  É criada uma rede de centros emissores territoriais dotados de potentes emissores de onda média, com potências entre 250 e 500 kW, que permitem uma cobertura total do território espanhol e, em condições aceitáves, grande parte da Europa. Estes centros normalmente emitem o mesmo sinal, por estarem ligados com os estúdios centrais de Madrid, mas também dispoem de estúdios regionais para transmitir informação própria em determinados períodos.
Em novembro de 1965 aparecia um segundo programa denominado Radio 2 (desde 1994, Radio Clasica), transmitido através de uma rede de emissores de FM e dedicado especialmente à música. Também é criada uma cadeia paralela, de carácter comercial, denominada Radio Peninsular, a qual desapareceu em 1973, à exceção da emissora de Barcelona, que durou até 1984.